# 응우옌푹미엔찐
응우옌푹미엔찐(Nguyễn Phúc Miên Trinh, 완복면정, 1820년 2월 3일 ~ 1897년 11월 18일)은 베트남 응우옌조의 황족이다. 민망제의 제11번째 아들로, 어머니 레티아이(Lê Thị Ái)이다. 원래 이름은 응우옌푹트(Nguyễn Phúc Thư, 완복서)이었으나 개명했다.

## 가족

### 아들
- 응우옌푹홍섬
- 응우옌푹홍뜨
- 응우옌푹홍꽁
- 응우옌푹홍니
- 응우옌푹홍뚜이
- 응우옌푹홍응에
- 응우옌푹홍민
- 응우옌푹홍피엔
- 응우옌푹홍냐
- 응우옌푹홍또
- 응우옌푹홍따오
- 응우옌푹홍피
- 응우옌푹홍주
- 응우옌푹홍티엣
- 응우옌푹홍티
- 응우옌푹홍트엉
- 응우옌푹홍쭈
- 응우옌푹홍깟
- 응우옌푹홍툭

### 딸
- 응우옌푹찌껌
- 응우옌푹찌푸
- 응우옌푹어우푸
- 응우옌푹티에우